# Kalevi Eskelinen
Kalevi Eskelinen (* 9. Oktober 1945 in Sonkajärvi) ist ein ehemaliger finnischer Radrennfahrer und nationaler Meister im Radsport.

## Sportliche Laufbahn
Eskelinen war Teilnehmer der Olympischen Sommerspiele 1972 in München. Im Mannschaftszeitfahren belegte er mit Harry Hannus, Mauno Uusivirta und Ole Wackström den 19. Platz.
1968 war er im Grani Grand Prix (Pinna-ajot) erfolgreich. 1969 gewann er den nationalen Titel im Straßenrennen. Mit dem Porvoon ajot gewann er 1971 das älteste finnische Eintagesrennen. Die Internationale Friedensfahrt fuhr er 1970 (71. Platz) und 1971 (80. Platz), 1972 schied er aus.
Auch im Bahnradsport gewann er finnische Meisterschaften. In der Mannschaftsverfolgung siegte er 1970 gemeinsam mit Pekka Saarelainen und Raimo Nieminen, 1972 gewann er diesen Titel mit Raimo Nieminen und Risto Holmsten. 1970 und 1972 siegte er in den Titelkämpfen im Zweier-Mannschaftsfahren mit Raimo Nieminen als Partner.

## Berufliches
Eskelinen war beruflich als Polizist tätig.